# Філоненко Василь Давидович
Василь Давидович Філоненко (22 квітня 1929, Миколаївка — 4 травня 1983, Дніпропетровськ) — український радянський живописець; член Спілки радянських художників України з 1962 року.

## Біографія
Народився 22 квітня 1929 року в селі Миколаївці (нині Новомосковський район Дніпропетровської області, Україна). 1950 року закінчив Дніпропетровське художнє училище, де навчався у Михайла Паніна, Миколи Погрібняка. Був членом КПРС.
Мешкав у Дніпропетровську в будинку на вулиці Старогородній, № 5, квартира № 1. Помер у Дніпропетровську 4 травня 1983 року.

## Творчість
Працював у галузі станкового живопису, автор пейзажів, портретів і натюрмортів. Серед робіт:
- «Під Києвом» (1960);
- «Дорога до ланів» (1961);
- «Ріка Урал біля Орська» (1963);
- «Додому» (1965);
- «Рання весна» (1969).

У 1961 і 1963 роках з групою художників здійснив поїздки до Середньої Азії по шевченківських місцях. Результатом цих подорожей став Шевченківський цикл живописних робіт.
Брав участь в обласних виставках з 1950 року, республіканських — з 1960 року, всесоюзних — з 1961 року. У 1979 році в Дніпропетровському художньому музеї відбулася персональна виставка, присвячена 50-річчю митця та 25-річчю його творчої діяльності.
Роботи художника зберігаються в Дніпровському художньому музеї, Дніпровському музеї українського живопису та приватних колекціях.